# CNN
CNN, što je skraćenica za Cable News Network, međunarodna je 24-satna informativna televizijska postaja. Emitira putem satelita i kabelske televizije. Osnovao ga je Ted Turner 1980. godine. Sjedište mreže je u Atlanti. Najveći CNN-ov poduhvat bio je način na koji je ta televizijska mreža pratila Zaljevski rat.  
Mnoge televizijske mreže, poput Sky Newsa, Euronewsa i Al Jazzere, kasnije su slijedile izvornu ideju CNN-a.

## Vanjske poveznice
Službena stranica